# Cilleruelo de Abajo
Cilleruelo de Abajo é um município da Espanha na província de Burgos, comunidade autónoma de Castela e Leão, de área 68,14 km² com população de 290 habitantes (2007) e densidade populacional de 6,20 hab/km².

## Demografia
| Variação demográfica do município entre 1991 e 2004 | Variação demográfica do município entre 1991 e 2004 | Variação demográfica do município entre 1991 e 2004 | Variação demográfica do município entre 1991 e 2004 |
| --------------------------------------------------- | --------------------------------------------------- | --------------------------------------------------- | --------------------------------------------------- |
| 1991                                                | 1996                                                | 2001                                                | 2004                                                |
| 396                                                 | 369                                                 | 321                                                 | 298                                                 |